# Plaça de Bous (l'Aldea)
La Plaça de Bous és una de l'Aldea (Baix Ebre) inclosa a l'Inventari del Patrimoni Arquitectònic de Catalunya.

## Descripció
La planta de l'edifici té forma de C, per un cantó tanca amb la paret de l'ermita deixant un pati interior. La planta baixa està reservada per a guardar els bous. La part interior del primer i segon pis està recorreguda per un balcó que té la funció de tribuna. Es sol venir a torejar el dilluns i diumenge de pasqua, i el dia de Sant Cristòfor.